# Семенівка (Кіквідзенський район)
Семенівка (рос. Семёновка) — село у Кіквідзенському районі Волгоградської області Російської Федерації.
Населення становить 509 осіб. Входить до складу муніципального утворення Озеркинське сільське поселення.

## Історія
Село розташоване у межах українського історичного та культурного регіону Жовтий Клин.
Згідно із законом від 10 грудня 2004 року № 967-ОД органом місцевого самоврядування є Озеркинське сільське поселення.

## Населення
| 2010 |
| ---- |
| 509  |